# テンソル代数
数学におけるベクトル空間 V 上のテンソル代数（テンソルだいすう、英: tensor algebra）T(V) または T • (V) は V 上の任意階のテンソル全体がテンソル積を乗法として成す体上の多元環である。これは多元環をベクトル空間とみなす忘却函手の左随伴となるという意味において V 上の自由多元環、すなわち普遍性を満たすという意味で V を含む多元環として「最も一般」のものである。
テンソル代数はまた二種類の余代数構造を持つ。一つは簡素で双代数を定めないが、もう一つはより複雑なもので双代数を導き、さらに対蹠射を以ってホップ代数へ拡張することができる。
注意本項において多元環（代数）は単位的かつ結合的なものと仮定する。

## 構成
V は体 K 上のベクトル空間とする。任意の非負整数 k に対して V の k-次テンソル冪とは V の k-重テンソル積
{\displaystyle T^{k}(V)=V^{\otimes k}=V\otimes V\otimes \cdots \otimes V}
を言う。即ち、Tk(V) は V 上の k-階（反変）テンソル全体からなる。規約により、T0(V) は係数体 K（をそれ自身の上のベクトル空間と見たもの）であるものとする。
このときテンソル代数 T(V) は k = 0, 1, 2, … に対する k-次テンソル冪 Tk(V) のなす列のベクトル空間の直和
{\displaystyle T(V)=\bigoplus _{k=0}^{\infty }T^{k}(V)=K\oplus V\oplus (V\otimes V)\oplus (V\otimes V\otimes V)\oplus \cdots }
を台として構成される。T(V) における乗法は、テンソル積によって与えられる自然同型
{\displaystyle T^{k}(V)\otimes T^{\ell }(V)\to T^{k+\ell }(V)}
を T(V) 全体まで線型に拡張したもので与えられる。この乗法法則により自然に、テンソル代数 T(V) は各 Tk(V) を次数 k の斉次部分空間に持つ次数付き多元環となる。この次数付けは負の整数 k に対して Tk(V) = {0} と置いて付け加えることにより Z-次数付けに拡張できる。
この構成は全くそのままのやり方で可換環 R 上の任意の加群 M のテンソル代数に一般化される。R が非可換のときは、任意の (R, R)-両側加群に対してならばこの構成を実行できる（単に R-加群としたのでは、テンソル冪が作れないのでうまくいかない）。

## 随伴と普遍性
テンソル代数 T(V) はベクトル空間 V 上の自由多元環とも呼ばれ、また V に関して函手的である。他の自由構成がそうであるように、函手 T は適当な忘却函手の左随伴となる。今の場合、考えるべき忘却函手は各 K-代数をその台となるベクトル空間へ写すものである。
陽に書けば、テンソル代数の普遍性（V を含む最も一般な多元環であることをきちんと述べたもの）は以下のようなものである:
テンソル代数の普遍性K 上の任意の多元環 A と任意の線型写像 f: V → A が与えられたとき、多元環の準同型 : T(V) → A で f =  ∘ i を満たすものが一意的に存在する。
ここに、i: V → T(V) は自然な埋め込み（随伴の単位射）である。したがって、以下の図式
が可換となる。実は、この性質を満たす一意的な多元環としてテンソル代数 T(V) を定義することができる（厳密に言えば一意的な同型を除いて一意）が、それでもこの性質を満たす対象が存在することは示さなければならない。
上記の普遍性は、テンソル代数の構成が自然に「函手的」となることを示している。すなわち、T は K 上のベクトル空間の圏 K-Vect から K-多元環の圏 K-Alg への函手である。T の函手性は任意の線型写像 V → W は多元環の準同型 T(V) → T(W) へ一意的に延長されることを意味する。

## 非可換多項式
ベクトル空間 V が有限な次元 n を持つとき、テンソル代数の別の見方として「K 上の非可換な n-変数多項式の環」とみることができる。V の基底ベクトルをとって、それを T(V) における非可換変数（あるいは非可換不定元）、すなわち結合性、分配性および K-線型性の他は何の制約も持たない元と見る。
注意すべき点として、V 上の非可換多項式環として適切なのは T(V) よりはむしろ T(V*) の方であることが挙げられる。これは V 上の一次斉次函数は V* の元であること、またベクトル空間上の座標函数 x1, …, xn は（ベクトルをその座標成分となるスカラーへ写す函数とみれば）共変ベクトルであることによる。

## 商代数系
テンソル代数が最も一般の多元環であることを利用して、ほかの多くの多元環について、まずテンソル代数を構成してからそこに生成元に関する特定の関係式を導入して構成すること、つまり T(V) のある種の商多元環構成に興味が持たれる。例えば、外積代数、対称代数、クリフォード代数や普遍包絡代数など。

## 余代数構造
テンソル代数は二種類の余代数構造を持つ。一つは簡素で双代数を定めないが、もう一つはより複雑なもので双代数を導き、さらに対蹠射を以ってホップ代数へ拡張することができる。

### 単純な余代数構造
テンソル代数上の単純な余代数構造は以下のようなものである。余乗法 Δ は
{\displaystyle \Delta (v_{1}\otimes \dots \otimes v_{m}):=\sum _{i=0}^{m}(v_{1}\otimes \dots \otimes v_{i})\otimes (v_{i+1}\otimes \dots \otimes v_{m})}
を T(V) まで線型に延長することで与えられる。余単位射は
{\displaystyle \varepsilon (v)={\begin{cases}v&(v\in T^{0}(V))\\0&(v\in T^{k}(V),k>0)\end{cases}}}
である。余乗法 Δ: T(V) → T(V) ⊗ T(V) は次数付けを反映すれば
{\displaystyle T^{m}(V)\to \bigoplus _{i+j=m}T^{i}(V)\otimes T^{j}(V)}
を満たすこと、また余単位射 ε も次数付けと両立することなどに注意。
テンソル代数にこの余乗法と余単位射を考えたものは双代数を成さない。

### 双代数およびホップ代数の構造
しかし以下のような複雑な形の余乗法
{\displaystyle \Delta (x_{1}\otimes \dots \otimes x_{m})=\sum _{p=0}^{m}\sum _{\sigma \in \mathrm {Sh} _{p,m-p}}\left(x_{\sigma (1)}\otimes \dots \otimes x_{\sigma (p)}\right)\otimes \left(x_{\sigma (p+1)}\otimes \dots \otimes x_{\sigma (m)}\right)}
を入れれば双代数になる。ただし後ろの和は(p, m − p)-シャッフルすべてに亙ってとる。
さらに、対蹠射 S を
{\displaystyle S(x_{1}\otimes \dots \otimes x_{m})=(-1)^{m}x_{m}\otimes \dots \otimes x_{1}}
を T(V) 全体まで線型に延長することによって与えれば、テンソル代数はホップ代数を成す。
これはちょうど自由多元環上の標準ホップ代数構造に一致する。ただし、T1(V) = V 上の余乗法を
{\displaystyle \Delta (x)=x\otimes 1+1\otimes x}
で定義し、これを
{\displaystyle \Delta (x_{1}\otimes \dots \otimes x_{m})=\Delta (x_{1})\Delta (x_{2})\cdots \Delta (x_{m}).}
を通じて Tm(V) へ延長する。同様に対蹠射も T1(V) = V で
{\displaystyle S(x)=-x}
となるものとし、T(V) の一意的な反自己同型として延長する。すなわち
{\displaystyle S(x_{1}\otimes \dots \otimes x_{m})=S(x_{m})S(x_{m-1})\cdots S(x_{2})S(x_{1})}
により Tm(V) 上の対蹠射を定義する。